# Salvatore Ganacci
Salvatore Ganacci, właściwie Emir Kobilić (ur. 29 lipca 1986 w Jugosławii) – bośniacko-szwedzki DJ i producent muzyczny.
„Salvatore Ganacci” to pseudonim, który nadali mu przyjaciele, ponieważ jego „styl gry w piłkę nożną jest bardzo włoski”, a nazwa brzmi włosko.
Kobilić urodził się w Jugosławii i przeprowadził do Sztokholmu.

## Dyskografia

### Single
- 2022 – Salvatore Ganacci – Take me to America

- 2021 – Salvatore Ganacci – Fight Dirty
- 2021 – Salvatore Ganacci – Step-Grandma
- 2020 – Salvatore Ganacci feat. Tommy Cash – „Heartbass”[2]
- 2020 – Salvatore Ganacci feat. Sébastien Tellier – „Boycycle”[2]
- 2019 – Salvatore Ganacci – „Horse” (OWSLA)[3]
- 2019 – Salvatore Ganacci i Megatone – „Cake” (Big Beat Records)[4]
- 2018 – Tujamo i Salvatore Ganacci featuring Richie Loop – „Jook It” (Spinnin’ Records)[5]
- 2018 – Salvatore Ganacci featuring Nailah Blackman – „Kill A Soundboy” (Zatara Recordings)[6]
- 2018 – Salvatore Ganacci, Sanjin – „Motorspeed 300 km/h” (Zatara Recordings)
- 2017 – Salvatore Ganacci – „Imagine” (Stmpd Rcrds)
- 2017 – Salvatore Ganacci featuring Sam Grey – „Way Back Home” (Refune Music)
- 2017 – Bro Safari, Dillon Francis i Salvatore Ganacci – „XL” (Bro Safari Music)
- 2017 – Sebastian Ingrosso i Salvatore Ganacci featuring Bunji Garlin – „Ride It” (Refune Music)
- 2017 – Salvatore Ganacci – „Talk” (Refune Music)
- 2016 – Salvatore featuring Enya i Alex Aris – „Dive” (Warner Music Germany)
- 2016 – Sanjin, Walshy Fire i Salvatore – „Nah Tell Dem” (Zatara / Mad Decent)
- 2016 – Sebastian Ingrosso, Liohn i Salvatore Ganacci – „Flags!” (Refune Music)
- 2015 – ETC!ETC! & Salvatore Ganacci feat. Hawkeye – Money (Dim Mak Records)
- 2015 – Salvatore Ganacci featuring Trinidad James – „Money In My Mattress” (Sebastian Ingrosso)
- 2015 – Axwell & Ingrosso i Salvatore Ganacci featuring Pusha T i Silvana Imam – „Can’t Hold Us Down” (Sebastian Ingrosso / Def Jam Recordings)
- 2014 – Jillionaire i Salvatore Ganacci featuring Sanjin – „Fresh” (Universal Music Group / Republic Records)

### Remiksy
- 2019 – Neversea – Așa sunt zilele mele (Adrian Minune)&(Salvatore Ganacci Remix)
- 2018 – Swedish House Mafia & Knife Party – „Antidote” (Salvatore Ganacci Remix) (Virgin Records)
- 2016 – Chase & Status featuring Tom Grennan – „All Goes Wrong” (Salvatore Ganacci Remix) (Mercury Records)
- 2016 – Rebecca & Fiona – „Sayonara” (Salvatore Ganacci Remix) (Universal Music Group)
- 2015 – Loreen – „Paperlight Revisited” (Warner Music Group)
- 2015 – Dada Life – „Tonight We’re Kids Again” (Salvatore Ganacci Remix) (Universal Music Group)
- 2014 – Afrojack featuring Snoop Dogg – „Dynamite” (Salvatore Ganacci & Jillionaire Remix) (Island Records)
- 2014 – Alesso featuring Tove Lo – „Heroes” (Salvatore Ganacci Remix) (Def Jam Recordings)
- 2014 – I See Monstas – „Circles” (Salvatore Ganacci Remix) (Interscope Records/Polydor)
- 2014 – Tove Styrke – „Borderline” (Salvatore Ganacci Remix) (Sony / RCA Records)
- 2013 – Inna – „Be My Lover” (Salvatore Ganacci Remix) (Roton)